# Халлетт, Стефани
Стефани Халлетт (англ. Stephanie Hallett) — американский дипломат, является временным поверенным в делах посольства США в Иерусалиме. Ранее она занимала эту же должность с июля 2023 года по ноябрь 2023 года.
13 июня 2024 года Джо Байден объявил о своём намерении выдвинуть Халлетт на должность посла в Бахрейне.

## Образование
Халлетт окончила Университет Джорджа Вашингтона со степенью бакалавра и Кембриджский университет со степенью магистра философии. Она говорит на арабском и испанском языках.

## Дипломатическая карьера
Халлетт начала свою дипломатическую карьеру в Управлении по делам Ирана и Оперативном центре Госдепартамента в Вашингтоне, округ Колумбия, а также работала в генеральных консульствах США в Монтеррее, Мексика, и Джидде, Саудовская Аравия. 
Её дипломатическая карьера продолжилась на таких должностях, как должность заместителя главы миссии в посольстве США в Никосии, Кипр, и заместителя главы миссии в посольстве США в Маскате, Оман. Она также работала заместителем директора Исполнительного секретариата в Вашингтоне, округ Колумбия, и занимала такие должности, как начальник политического и экономического отдела в посольстве США в Манаме, Бахрейн, и заместитель политического советника в посольстве США в Каире, Египет. 

### Временный поверенный в делах посольства США в Израиле
21 июля 2023 года Халлетт была назначена временным поверенным в делах посольства США в Иерусалиме. До этого она занимала должность заместителя главы миссии в Израиле, а также должность исполняющего обязанности старшего директора по Ближнему Востоку и Северной Африке, а также директора по делам Персидского залива в Совете национальной безопасности. 
В своём первом твите в качестве главы посольства она поблагодарила бывшего посла США в Израиле Томаса Р. Найдса за его «приверженность обеспечению того, чтобы связи между США и Израилем оставались нерушимыми». Она выразила поддержку отношениям между США и Израилем, заявив: «Я с нетерпением жду продолжения работы по укреплению нерушимой связи между США и Израилем в качестве временного поверенного в делах посольства США в Израиле». Найдс сказал The Times of Israel, что Халлетт «лучше не бывает. Блестящий, опытный старший сотрудник дипломатической службы. Я оставляю посольство в надёжных руках».
В сентябре администрация Байдена заявила, что не будет утверждать ещё одного посла в Израиле до президентских выборов в США 2024 года из-за трудностей с утверждением такого назначения Сенатом в нынешней политической обстановке в США и из-за того, что это займёт много времени. Это означало, что Халлетт продолжит исполнять обязанности временного поверенного в делах посольства США в Иерусалиме до 2024 года. Предполагаемым назначенцем является бывший министр финансов США Джейкоб Лью.
Во время нападения ХАМАС на Израиль в октябре 2023 года Халлетт заявила, что её «тошнит от кадров с юга Израиля, на которых запечатлены убитые и раненые мирные жители, пострадавшие от рук террористов из Газы». Она подтвердила, что Соединённые Штаты поддерживают Израиль и полностью поддерживают право Израиля защищать себя от подобных террористических актов. 